# TMED10
TMED10‏ (Transmembrane p24 trafficking protein 10) هوَ بروتين يُشَفر بواسطة جين TMED10 في الإنسان.